# 富澤秀充
富沢 秀充（とみさわ ひであつ）は、日本の官僚。会計検査院事務総長官房総務課長。

## 人物・略歴

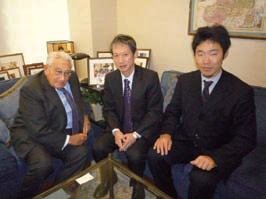
キッシンジャー元国務長官（左端）と富沢（右端）

### 入省 - 外務省出向
神奈川県出身。慶應義塾大学経済学部卒業、1996年会計検査院入庁（国家公務員採用Ⅰ種試験経済）。建設検査第3課配属。調査官補、調査官などを経て、2008年外務省出向（在ニューヨーク日本国総領事館領事）。在ニューヨーク日本国総領事館では情報収集などにあたり、オバマ大統領当選やUSエアウェイズ1549便不時着水事故などに直面し、多くの経験ができたという。

### 課長級以降
2017年、第5局情報通信検査課長に昇任して課長級となる。2019年第3局国土交通検査第二課長、2020年官房調査課長、2022年第5局特別検査課長を経て、2023年より官房総務課長。